# Wilhelm Werner von Zimmern

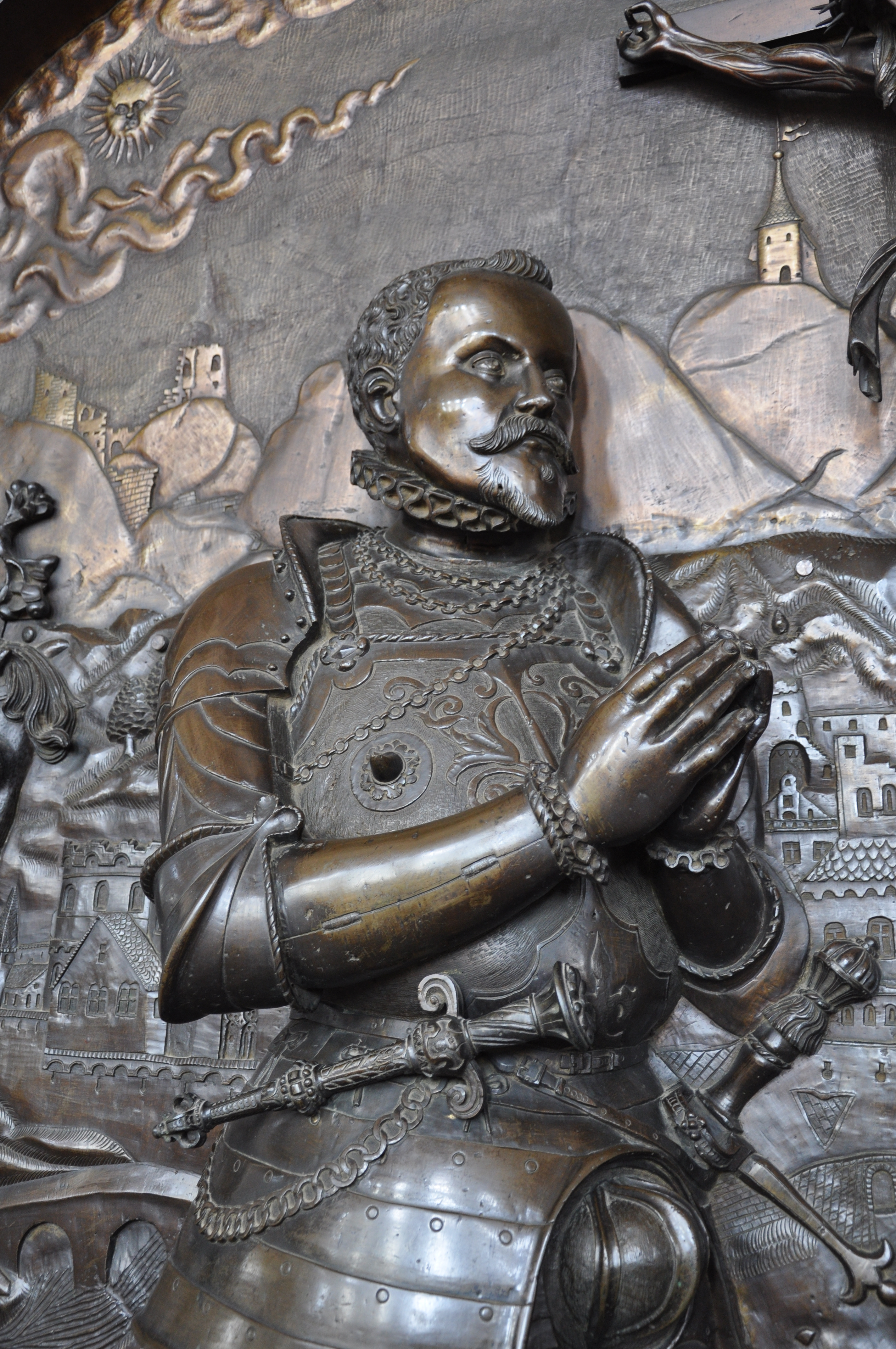
Pfarrkirche St. Martin in Meßkirch: Bronzegussepitaph Wilhelm Werner von Zimmern

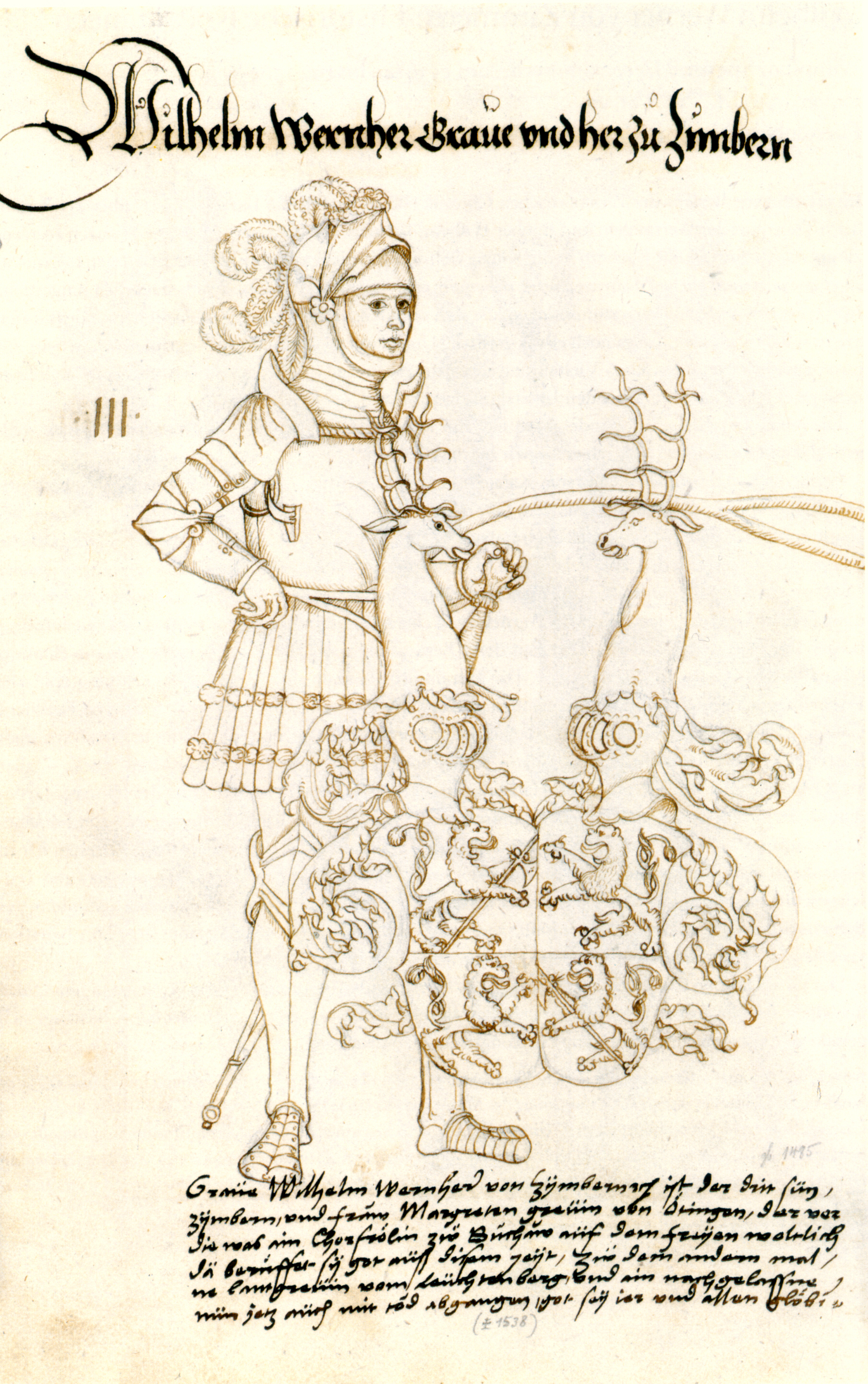
Wilhelm Werner von Zimmern: Selbstporträt (Württembergische Landesbibliothek Stuttgart, Cod. Don. 593a, fol. 115v.)

Wilhelm Werner Graf von Zimmern (* 6. Januar 1485 in Meßkirch; † 7. Januar 1575 in Herrenzimmern bei Rottweil) war ein deutscher Adliger, Historiker und Jurist.

## Leben
Wilhelm Werner von Zimmern war ein Mitglied der Familie der Herren von Zimmern. Die Familie wurde zu seinen Lebzeiten 1538 in den Grafenstand erhoben. Als vierjähriger (1489) war er im Exil in Ortenstein in der Obhut des Grafen Jörg von Werdenberg-Sargans. 1496 kam er zurück zu seiner Mutter nach Rottweil. Nach dem Dienst, wohl als Schildknappe, am Hofe Herzogs Ulrich von Württemberg begann er 1499 das Studium an der Universität Tübingen. Ab dem Herbst 1504 studierte er an der Universität Freiburg im Breisgau Philosophie, Geschichte und Rechte, 1506/07 bekleidete er dort eines der Rektorenämter. 1509 verzichtete er zugunsten seiner Brüder, gegen ein jährliches Leibgeding, auf das 1503 mit der Rückeroberung von Meßkirch teilweise wiedergewonnene väterliche Erbe. Nach dem Scheitern einer klerikalen Karriere (sowohl in Konstanz wie in Straßburg wurde ihm die Zulassung zum Domkapitel verweigert) schlug er die Juristenlaufbahn ein. 1510 wurde er Hofrichter am kaiserlichen Hofgericht Rottweil. Danach war er am Reichskammergericht in Speyer zunächst als Beisitzer, dann als kaiserlicher Kammerrichter tätig. Als Historiker wurde er bekannt durch Genealogien schwäbischer Adelsgeschlechter und sein Hauptwerk, die Chronik des Erzstiftes Mainz und seiner zwölf Suffraganbistümer (u. a. Worms, Würzburg, Eichstätt, Chur, Hildesheim, Paderborn). Die Handschriften seiner Werke schrieb er teilweise selbst und stattete sie mit selbst gezeichneten Abbildungen aus. Wahrscheinlich beeinflusste er durch persönliche Erzählungen und Diskussionen seinen Neffen Froben Christoph von Zimmern und dessen Zimmerische Chronik in beträchtlichem Umfang.

## Familie

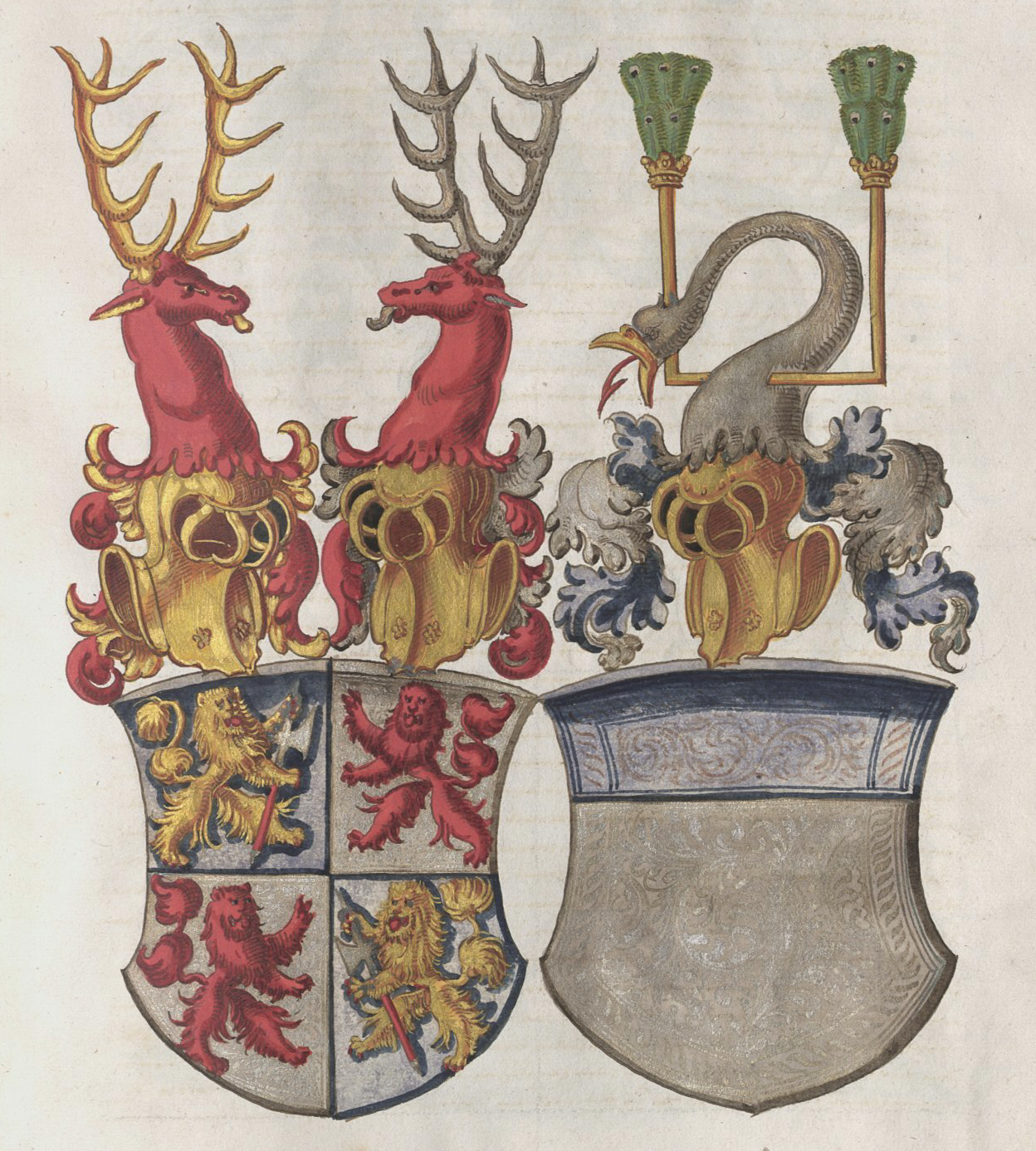
Allianzwappen Zimmern-Lupfen aus der Zimmerischen Chronik, Handschrift B

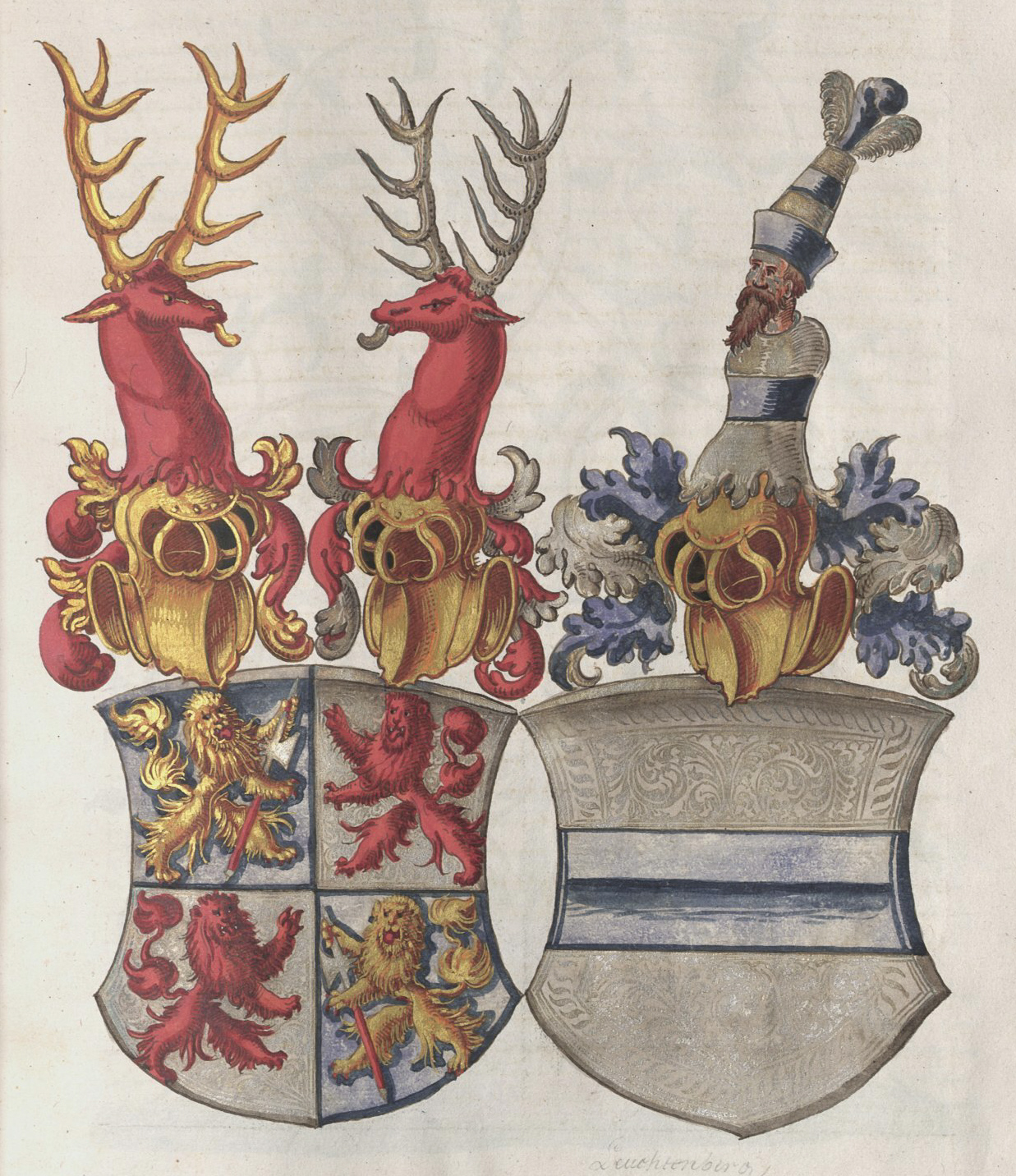
Allianzwappen Zimmern-Leuchtenberg aus der Zimmerischen Chronik, Handschrift B

Wilhelm Werner heiratete 1521 Katharina von Lupfen, die vorher im Damenstift Buchau lebte. Die schwangere Ehefrau starb noch im selben Jahr an den Folgen eines Sturzes vom Pferd, nur vier Monate nach der Hochzeit.
In zweiter Ehe war er ab 1524 mit Amalia von Leuchtenberg († 1538), der Witwe Leonhards von Haag, verheiratet. Die Ehe blieb kinderlos.
Die Burg Herrenzimmern baute er aus und brachte hier seine Bibliothek und Wunderkammer unter. Die Sammlung kam durch Verkauf durch Wilhelm von Zimmern, dem Sohn von Froben Christoph von Zimmern, an Ferdinand II. (Tirol), obwohl Wilhelm Werner testamentarisch verfügt hatte, dass diese unverkäuflich sein solle. Sie bildet heute einen der Grundstöcke der Ambraser Sammlung.
Sein Herz wurde auf seinen Wunsch hin in der Burgkapelle der Burg Herrenzimmern in einem eisernen Kästchen aufbewahrt. Es wird heute in der Kapelle auf Schloss Heiligenberg verwahrt.

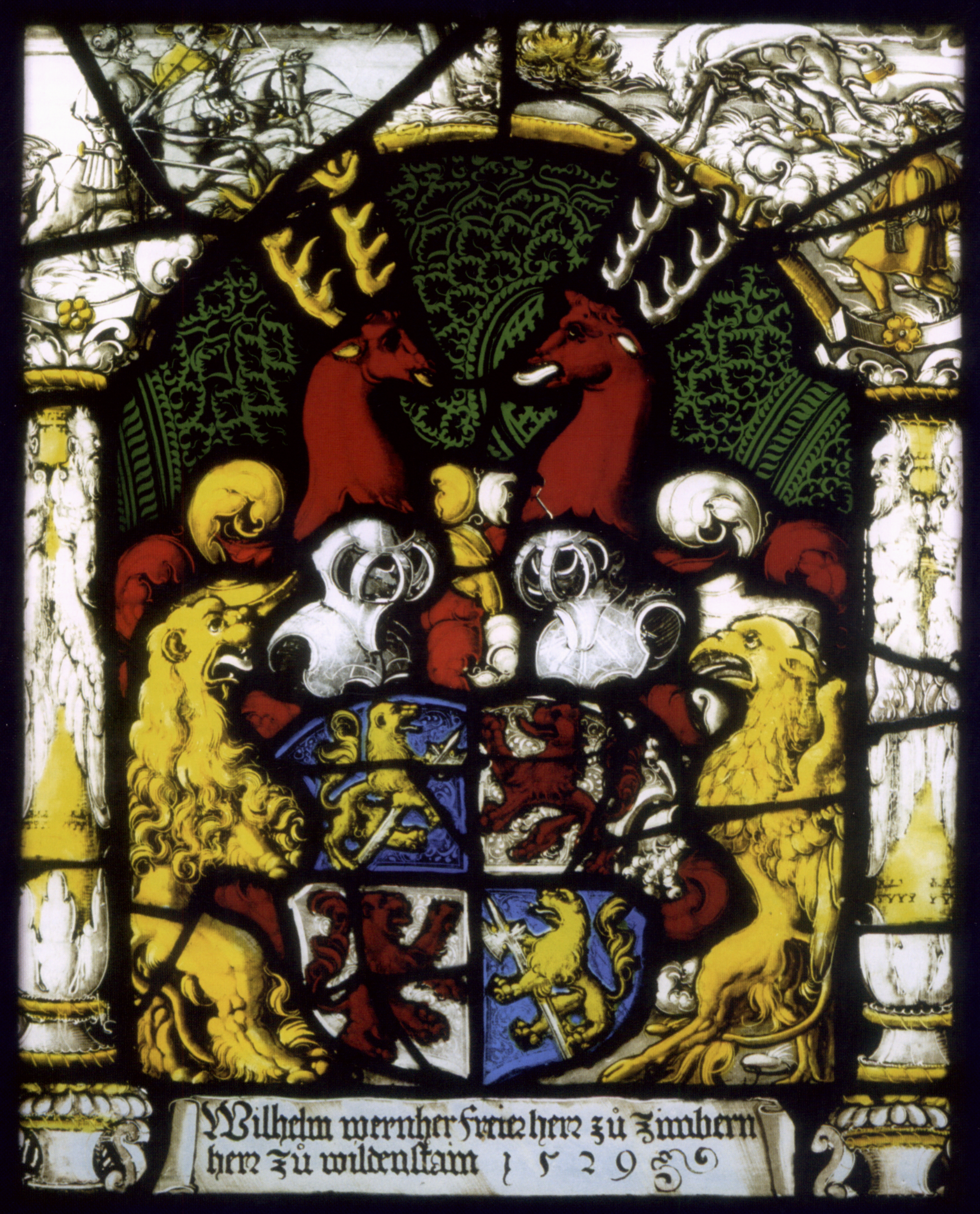
Wappenscheibe im Schloss Heiligenberg, Wilhelm wernher freier Hern von Zimbern hern zů Wildenstain 1529

## Schriften
- Die Könige von Ungarn, ab ca. 1540. Handschrift mit bebilderten Biographien, Württembergische Landesbibliothek Stuttgart, Cod. Donaueschingen 704 (Digitalisat)
- Chronik von dem Erzstifte Mainz und dessen Suffraganbistümern, 5 Bände, vollendet ca. 1550 (verschiedene Handschriften[3])
  - A: Erzstift Mainz
  - B: Worms, Würzburg und Eichstätt
  - C: Speyer, Straßburg, Verden
  - D: Chur, Hildesheim, Paderborn
  - E: Halberstadt, Konstanz, Augsburg
- Genealogie der Grafen von Kirchberg, Handschrift, Württembergische Landesbibliothek Stuttgart, Cod. Donaueschingen 593a (Digitalisat)
- Vergänglichkeitsbuch, bebilderte Handschrift, Württembergische Landesbibliothek Stuttgart, Cod. Donaueschingen A III 54 (Digitalisat;  Transkription der gesamten Handschrift). Das Vergänglichkeitsbuch (1520–1550) enthält auf Blatt 21v eine lavierte Federzeichnung der Begegnung der drei Lebenden und der drei Toten sowie einen Totentanz mit 41 Illustrationen und den zugehörigen Dialogversen.[4]
  - neuere Ausgabe des Totentanzes: Totentanz, Hrsg. von Christian Kiening, Ulrich Gaier, Hans Pörnbacher. Edition Isele, Eggingen 2004 ISBN 3-86142-276-X
  - Abschrift als repräsentatives Hausbuch: Württembergische Landesbibliothek Stuttgart, Cod. Donaueschingen 123 (Digitalisat).